# 韓中旋
韓中旋（1935年—2019年10月21日），香港新聞工作者，退休前歷任多家香港報紙的香港新聞頭版編輯及第一寫手。韓中旋是香港文化人辦報館時代的行內人。韓中旋學歷僅具小學程度，但自小愛好國學、文學、新聞學等，自學成材。出道自1950年代，在《明報》曾經當過記者採訪，之後升任港聞版編輯，兼任馬經採訪及寫手，能以極速寫作，追趕死線，得老闆金庸器重。 韓中旋為讀者也認識的是1966年所寫的港聞標題《打炮廿一響，送御妹過海》。 此事令香港政府華民政務司質問金庸，事後韓中旋離職，當時他大約是31歲而已。 之後，韓中旋歷任《成報》、《天下日報》、《星報》、《東方日報》等。韓中旋2019年因進食骾喉送院，2019年10月21日在醫院去世，享年84歲。

### 報章撰文
約1990年至2000年間，他曾以筆名「珠珠」在《成報》副刊「談天版」撰寫專欄「公關小姐身歷聲」散文，同版作家還有李純恩、張福元、崑南、依達和樂評人黃志華（筆名周慕瑜）等人。
根據鄭明仁專欄所說，自從他由《信報》「碧琪」過檔《成報》變身「珠珠」後，《信報》總編輯張寛義便以筆名「楊八妹」繼續書寫「中環麗人傳奇」。

## 相關
- 言論自由: 是近代西方概念，60年代的香港傳媒並無如此爭辯。